# Jerzy I (patriarcha Konstantynopola)
Jerzy I (gr. Γεώργιος Α΄) – patriarcha Konstantynopola w latach 679–686.

## Życiorys
Urząd patriarchy sprawował od listopada/grudnia 679 do stycznia/lutego 686 r. Jest świętym Kościoła prawosławnego.